# Whipping Boy
Whipping Boy (englisch für „Prügelknabe“) ist eine irische Alternative-Rock-Band, die 1988 in Dublin gegründet wurde.

## Werdegang
Die Band gründete sich zunächst unter dem Namen „Lolita and the Whipping Boy“ als Coverband für Velvet Underground and The Fall Songs. Als die weibliche Gitarristin die Band verließ, nannte sie sich nur noch „Whipping Boy“. Nachdem zwei EP auf einem Independent-Label veröffentlicht wurden, bekam die Band einen Vertrag bei „Liquid Records“ und veröffentlichte ihr Debüt-Album „Submarine“. Das Album selbst war kein kommerzieller Erfolg, jedoch erwarb sich die Band durch ihre Live-Konzerte einen gewissen Ruf, da der Sänger auf der Bühne dazu neigte, sich mit Glasscherben selbst zu verletzen. 1994 erschien bei Columbia Records das Album „Heartworm“, aus dem drei Singles veröffentlicht wurden. 1998 löste sich die Band auf, nachdem Columbia den Vertrag mit ihnen auflöste. Das zu diesem Zeitpunkt unfertige dritte Album „Whipping Boy“ wurde 2000 im Selbstverlag veröffentlicht. 2005 gab es eine Wiedervereinigung mit einigen Konzerten in Irland.

## Diskografie

### Studioalben
| Jahr | Titel Musiklabel      | Höchstplatzierung, Gesamtwochen, AuszeichnungChartsChartplatzierungen (Jahr, Titel, Musiklabel, Platzierungen, Wochen, Auszeichnungen, Anmerkungen) | Anmerkungen         |
| Jahr | Titel Musiklabel      | IE | Anmerkungen         |
| ---- | --------------------- | --- | ------------------- |
| 1992 | Submarine Liquid      | — |                     |
| 1994 | Heartworm Columbia    | IE4 (2 Wo.)IE | Charteinstieg: 2021 |
| 2000 | Whipping Boy Low Rent | IE65 (2 Wo.)IE |                     |

grau schraffiert: keine Chartdaten aus diesem Jahr verfügbar

### Singles
| Jahr | Titel Album                         | Höchstplatzierung, Gesamtwochen, AuszeichnungChartsChartplatzierungen (Jahr, Titel, Album, Platzierungen, Wochen, Auszeichnungen, Anmerkungen) | Anmerkungen |
| Jahr | Titel Album                         | UK | Anmerkungen |
| ---- | ----------------------------------- | --- | ----------- |
| 1995 | Twinkle Heartworm                   | UK55 (4 Wo.)UK |             |
| 1995 | We Don’t Need Nobody Else Heartworm | UK51 (2 Wo.)UK |             |
| 1996 | When We Were Young Heartworm        | UK46 (2 Wo.)UK |             |